# 中村博亮
中村 博亮（なかむら ひろあき、1970年9月14日 - ）は、日本の俳優。北海道出身。元レッド・エンタテインメント・デリヴァー所属。

## 出演

### 特撮テレビドラマ
- スーパー戦隊シリーズ（テレビ朝日）
  - 爆竜戦隊アバレンジャー（2003年 - 2004年）
  - 特捜戦隊デカレンジャー（2004年 - 2005年）
  - 魔法戦隊マジレンジャー（2005年 - 2006年）
  - 轟轟戦隊ボウケンジャー（2006年 - 2007年）
  - 獣拳戦隊ゲキレンジャー（2007年 - 2008年）
  - 炎神戦隊ゴーオンジャー（2008年 - 2009年）
  - 侍戦隊シンケンジャー（2009年 - 2010年）
  - 天装戦隊ゴセイジャー（2010年 - 2011年）
  - 海賊戦隊ゴーカイジャー（2011年 - 2012年）
  - 特命戦隊ゴーバスターズ（2012年 - 2013年） - ファンゾード[1]、メタロイド[2]
- 仮面ライダーシリーズ（テレビ朝日）
  - 仮面ライダー555（2003年 - 2004年）
  - 仮面ライダー剣（2004年 - 2005年）
  - 仮面ライダー響鬼（2005年 - 2006年）
  - 仮面ライダーカブト（2006年 - 2007年）
  - 仮面ライダー電王（2007年 - 2008年）
  - 仮面ライダーキバ（2008年 - 2009年）
  - 仮面ライダーディケイド（2009年）
  - 仮面ライダーW（2009年 - 2010年）
  - 仮面ライダーオーズ/OOO（2010年 - 2011年）
  - 仮面ライダーフォーゼ（2011年 - 2012年）
- 環境超人エコガインダー（キッズステーション）
  - 環境超人エコガインダーII（2010年） - 破壊超人ロスト[3]
  - 環境超人エコガインダー0X（2012年）
- ウルトラマンマックス（2005年 - 2006年、TBS） - シャマー星人[3]

### 映画
- 椿三十郎（2007年）
- 少年メリケンサック（2009年）
- リアル鬼ごっこ2（2010年） - 鬼 役[3]
- 十三人の刺客（2010年）
- 一命（2011年）
- 仮面ライダー×スーパー戦隊 スーパーヒーロー大戦（2012年）
- 海賊戦隊ゴーカイジャーVS宇宙刑事ギャバン THE MOVIE（2012年）
- 仮面ライダーシリーズ
  - 劇場版 仮面ライダー剣 MISSING ACE（2004年）
  - 劇場版 仮面ライダー響鬼と7人の戦鬼（2005年）
  - 劇場版 仮面ライダーカブト GOD SPEED LOVE（2006年）
  - 劇場版 仮面ライダー電王 俺、誕生!（2007年）
  - 劇場版 仮面ライダー電王&キバ クライマックス刑事（2008年）
  - 劇場版 仮面ライダーキバ 魔界城の王（2008年）
  - 劇場版 さらば仮面ライダー電王 ファイナル・カウントダウン（2008年）
  - 劇場版 超・仮面ライダー電王&ディケイド NEOジェネレーションズ 鬼ヶ島の戦艦（2009年）
  - 劇場版 仮面ライダーディケイド オールライダー対大ショッカー（2009年）
  - 仮面ライダー×仮面ライダー W&ディケイド MOVIE大戦2010（2009年）
  - 仮面ライダー×仮面ライダー×仮面ライダー THE MOVIE 超・電王トリロジー（2010年）
    - EPISODE RED ゼロのスタートウィンクル
    - EPISODE BLUE 派遣イマジンはNEWトラル
    - EPISODE YELLOW お宝DEエンド・パイレーツ

  - 仮面ライダーW FOREVER AtoZ/運命のガイアメモリ（2010年）
  - 仮面ライダー×仮面ライダー オーズ&ダブル feat.スカル MOVIE大戦CORE（2010年） - バット・ドーパント
  - オーズ・電王・オールライダー レッツゴー仮面ライダー（2011年）
  - 劇場版 仮面ライダーオーズ WONDERFUL 将軍と21のコアメダル（2011年）
  - 仮面ライダー×仮面ライダー フォーゼ&オーズ MOVIE大戦MEGA MAX（2011年）
- スーパー戦隊シリーズ
  - 特捜戦隊デカレンジャー THE MOVIE フルブラスト・アクション（2004年）
  - 魔法戦隊マジレンジャー THE MOVIE インフェルシアの花嫁（2005年）
  - 炎神戦隊ゴーオンジャー BUNBUN!BANBAN!劇場BANG!!（2008年）
  - 劇場版 炎神戦隊ゴーオンジャーVSゲキレンジャー（2009年）
  - 天装戦隊ゴセイジャー エピックON THEムービー（2010年）
  - ゴーカイジャー ゴセイジャー スーパー戦隊199ヒーロー大決戦（2011年） - 黒十字王[4]
  - 海賊戦隊ゴーカイジャー THE MOVIE 空飛ぶ幽霊船（2011年）
  - 特命戦隊ゴーバスターズ THE MOVIE 東京エネタワーを守れ!（2012年）
- ウルトラシリーズ
  - 新世紀ウルトラマン伝説（2002年） - ウルトラマンアグル[3]
  - ULTRAMAN（2004年） - 特殊部隊隊員[3]
  - ウルトラマンメビウス&ウルトラ兄弟（2006年） - 暗殺宇宙人ナックル星人[3]
  - ウルトラマンゼロ THE MOVIE 超決戦!ベリアル銀河帝国（2010年）※中村亮亨と誤記

### オリジナルビデオ
- 萌えよ!ドラゴンガールズ（2004年、東映）
- 仮面ライダーシリーズ（東映）
  - 仮面ライダーカブト 超バトルDVD 誕生!ガタックハイパーフォーム!!（2006年）
  - 仮面ライダー電王 超バトルDVD 〜うたって、おどって、大とっくん!!〜（2007年） - アントホッパーイマジン
  - 仮面ライダーW RETURNS
    - 仮面ライダーアクセル（2011年）
    - 仮面ライダーエターナル（2011年）
- スーパー戦隊シリーズ（東映）
  - 轟轟戦隊ボウケンジャーVSスーパー戦隊（2007年）
  - 帰ってきた侍戦隊シンケンジャー 特別幕（2010年）
  - 帰ってきた天装戦隊ゴセイジャー last epic（2011年）
  - 海賊戦隊ゴーカイジャー キンキンに!ド派手に行くぜ!36段ゴーカイチェンジ!!（2011年）
  - 特命戦隊ゴーバスターズVSビートバスターVS J（2012年）

### ネットムービー
- ネット版 オーズ・電王・オールライダー レッツゴー仮面ライダー 〜ガチで探せ！君だけのライダー48〜（2011年）
- ネット版 仮面ライダー×スーパー戦隊 スーパーヒーロー大変 〜犯人はダレだ?!〜（2012年） - ハリケンレッド

### 舞台
- 爆竜戦隊アバレンジャーショー（東京ドームシティスカイシアター）
- バンダイミュージアム シアターB1 ヒーローショー
- ウルトラマン プレミアムステージ2

### イベント
- 「ゴジラ×モスラ×メカゴジラ 東京SOS」宣伝イベント
- 「ゴジラ FINAL WARS」宣伝イベント
- 池袋サンシャイン劇場「ヒーローフェスティバル」
- ウルトラマンフェスティバル

### CM
- Panasonic補聴器 ONWA モデルJJ